# Список космонавтов, посещавших орбитальные станции «Салют»
Алфавитный список космонавтов, посещавших орбитальные станции «Салют». Имена членов долговременных экспедиций выделены полужирным начертанием. Для космонавтов, посещавших ОС «Салют» несколько раз, в скобках стоит число посещений.

## Салют-1
- Волков, Владислав Николаевич
- Добровольский, Георгий Тимофеевич
- Пацаев, Виктор Иванович

## Салют-3
- Артюхин, Юрий Петрович
- Попович, Павел Романович

## Салют-4
- Гречко, Георгий Михайлович
- Губарев, Алексей Александрович
- Климук, Пётр Ильич
- Севастьянов, Виталий Иванович

## Салют-5
- Волынов, Борис Валентинович
- Глазков, Юрий Николаевич
- Горбатко, Виктор Васильевич
- Жолобов, Виталий Михайлович

## Салют-6
- Аксёнов, Владимир Викторович
- Быковский, Валерий Фёдорович
- Гермашевский, Мирослав
- Горбатко, Виктор Васильевич
- Гречко, Георгий Михайлович
- Губарев, Алексей Александрович
- Гуррагча Жугдэрдэмидийн
- Джанибеков, Владимир Александрович (2)
- Иванченков, Александр Сергеевич
- Йен, Зигмунд
- Кизим, Леонид Денисович
- Климук, Пётр Ильич
- Ковалёнок, Владимир Васильевич (2)
- Кубасов, Валерий Николаевич
- Ляхов, Владимир Афанасьевич
- Макаров, Олег Григорьевич (2)
- Малышев, Юрий Васильевич
- Попов, Леонид Иванович (2)
- Прунариу, Думитру
- Ремек, Владимир
- Романенко, Юрий Викторович (2)
- Рюмин, Валерий Викторович (2)
- Савиных, Виктор Петрович
- Стрекалов, Геннадий Михайлович
- Тамайо Мендес, Арнальдо
- Фам Туан
- Фаркаш, Берталан

## Салют-7
- Александров, Александр Павлович
- Атьков, Олег Юрьевич
- Березовой, Анатолий Николаевич
- Васютин, Владимир Владимирович
- Волк, Игорь Петрович
- Волков, Александр Александрович
- Гречко, Георгий Михайлович
- Джанибеков, Владимир Александрович (3)
- Иванченков, Александр Сергеевич
- Кизим, Леонид Денисович (2)
- Кретьен, Жан-Лу
- Лебедев, Валентин Витальевич
- Ляхов, Владимир Афанасьевич
- Малышев, Юрий Васильевич
- Попов, Леонид Иванович
- Савиных, Виктор Петрович
- Савицкая, Светлана Евгеньевна (2)
- Серебров, Александр Александрович
- Соловьёв, Владимир Алексеевич (2)
- Стрекалов, Геннадий Михайлович
- Шарма, Ракеш